# 립스 (음악 그룹)
립스는 대한민국의 트로트 음악 그룹이다.

## 데뷔
- 2005년 1집 앨범 [딱! 좋아]

## 음반
- 2005년 1집 딱 좋아
- 2009년 2집 새빨간 거짓말
- 2010년 SweetHeart